# Ennia Thrasylla
Ennia Trhasylla appelée également Ennia Naevia, Ennia Naeva, Ennia ou Eunia, née en 15 et décédée en 38, était l'épouse du préfet du prétoire romain Naevius Sutorius Macro, mais également la maîtresse de Caligula.
Dans ses écrits, l'historien grec Dion Cassius l'appelle Ennia Trhassylia, tandis que le biographe latin Suétone, l'appelle Ennia Naevia.
Son époux, Macron, aurait soutenu Caius (futur Caligula) lorsqu'il eut le statut de princeps, et selon Tacite et Dion Cassius, aurait même accéléré sa prise de pouvoir en assassinant l'empereur Tibère.
L'appui de Macron en faveur de Caligula ne fut pas récompensé : devenus encombrants, Macron et son épouse Ennia furent forcés de se suicider sur ordre de Caligula peu après son arrivée au pouvoir.